# Książę krwi

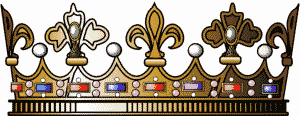
korona księcia krwi

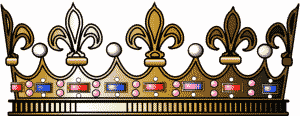
korona księcia krwi królewskiej

Książę krwi (fr. Prince du sang) – stosowane od XVI w. określenie francuskich książąt z dynastii panującej, obejmujące wszystkie rody wywodzące się w linii męskiej od św. Ludwika, i z tej racji mające prawo do sukcesji Korony w razie wygaśnięcia głównej linii królewskiej. Stąd też drugie określenie – „książęta lilii” (fr. princes des fleurs de lys). Także korona rangowa książąt krwi ozdobiona była kwiatami lilii, umieszczonymi na przemian z fleuronami. Najbliżsi spadkobiercy suwerena używali tytułu książąt krwi królewskiej i korony ozdobionej tylko kwiatami lilii.
Pierwszy w kolejności dziedziczenia pośród książąt krwi, poza rodziną królewską nazywany był  premier prince du sang (fr. – pierwszy książę krwi), i tytułowany Monsieur le Prince.

## Określenie książęta krwi obejmowało rody
- Walezjuszów (de Valois), wygaśli w 1589:
  - ducs d’Alençon, wygaśli w 1525
  - ducs d’Orléans, objęli tron w 1498
    - comtes d’Angoulême, objęli tron w 1515
- Burbonów (de Bourbons), objęli tron w 1589, wygaśli w 1883:
  - ducs de Bourbons
    - comtes de Montpensier
- Książęta de Vendome (ducs de Vendôme)
  - comtes de Saint-Pol, wygaśli w 1516
  - princes de Condé, wygaśli w 1830
    - princes de Conti, wygaśli w 1814

  - ducs de Montpensier, wygaśli w 1582